# Liste der Baudenkmäler in Wettringen (Münsterland)
Die Liste der Baudenkmäler in Wettringen (Münsterland) enthält die denkmalgeschützten Bauwerke auf dem Gebiet der Gemeinde Wettringen (Münsterland) im Kreis Steinfurt in Nordrhein-Westfalen (Stand: März 2024). Diese Baudenkmäler sind in der Denkmalliste der Gemeinde Wettringen (Münsterland) eingetragen; Grundlage für die Aufnahme ist das Denkmalschutzgesetz Nordrhein-Westfalen (DSchG NRW).

| Bild                                             | Bezeichnung                                      | Lage                                                  | Beschreibung | Bauzeit | Eingetragen seit | Denkmal- nummer |
| ------------------------------------------------ | ------------------------------------------------ | ----------------------------------------------------- | ------------ | ------- | ---------------- | --------------- |
| Haus Ahlers                                      | Haus Ahlers                                      | Am Kirchplatz Karte                                   |              |         | 16.03.1981       | 1               |
| BW                                               | St. Nepomuk-Statue                               | Werninghoker Straße Karte                             |              |         | 10.12.1984       | 2               |
| weitere Bilder                                   | Kath. Pfarrkirche St. Petronilla                 | Kirchstraße 20 Karte                                  |              |         | 05.02.1985       | 3               |
| weitere Bilder                                   | „Villa Jordaan“, Haus Rothenberge                | Rothenberge 83 Karte                                  |              |         | 05.02.1985       | 4               |
| BW                                               | Wohn- und Geschäftshaus                          | Kirchstraße 14 Karte                                  |              |         | 17.07.1985       | 5               |
| BW                                               | Bildstock                                        | Haverkamp (am Kindergarten) Karte                     |              |         | 30.09.1985       | 6               |
| BW                                               | Bildstock                                        | Bilker Straße (bei Krümpel) Karte                     |              |         | 30.09.1985       | 7               |
| BW                                               | Bildstock                                        | Prozessionsweg 11 Karte                               |              |         | 30.09.1985       | 8               |
| BW                                               | Bildstock                                        | Prozessionsweg (Einmündung Rothenberger Straße) Karte |              |         | 30.09.1985       | 9               |
| Glockenturm und Kapellentrakt des St. Josefshaus | Glockenturm und Kapellentrakt des St. Josefshaus | Dorfbauerschaft 35 Karte                              |              |         | 24.10.1985       | 10              |
| Spieker Termühlen                                | Spieker Termühlen                                | Andorf 2 Karte                                        |              |         | 23.10.1985       | 11              |
| BW                                               | Grabhügelfeld                                    | Haddorf, Fl. 13, Flurstücke 105, 103, 115, 116 Karte  |              |         | 25.03.1986       | 12              |
| Bürgerhaus                                       | Bürgerhaus                                       | Kirchstraße 15 Karte                                  |              |         | 22.04.1986       | 13              |
|                                                  | Statue „St. Joseph“                              | am Alten- und Pflegeheim                              |              |         | 02.06.1986       | 14              |
| BW                                               | Statue „Schöne Madonna“                          | Werninghoker Straße Karte                             |              |         | 13.05.1986       | 15              |
|                                                  | Friedhofskreuz                                   | hist. Friedhof an der Pfarrkirche St. Petronilla      |              |         | 02.06.1986       | 16              |
|                                                  | Relief und Eingangstor                           | Bilker Friedhof                                       |              |         | 02.06.1986       | 17              |
| BW                                               | Hofkreuz                                         | Bilk 42 Karte                                         |              |         | 04.01.1988       | 18              |
| BW                                               | Heiligenhäuschen                                 | Aabauerschaft 11 Karte                                |              |         | 04.01.1988       | 19              |
| BW                                               | Heiligenhäuschen                                 | Rothenberge 39 Karte                                  |              |         | 04.01.1988       | 20              |
| BW                                               | Gräftenanlage                                    | Maxhafen, Flur 27, Flurstück 25 Karte                 |              |         | 29.06.1988       | 21              |
| BW                                               | Hist. Friedhof a.d. Pfarrkirche                  | Kirchstr. Fl. 2, Flurst. 385 tw. Karte                |              |         | 02.03.1989       | 22              |
| BW                                               | Heiligenhäuschen                                 | Bilk 25 Karte                                         |              |         | 01.03.1989       | 23              |
| BW                                               | Hofkapelle                                       | Bilk 20 Karte                                         |              |         | 01.03.1989       | 24              |
| BW                                               | Friedhofskreuz                                   | Bilk, Flur 17, Flurstück 129 Karte                    |              |         | 01.03.1989       | 25              |
| BW                                               | Hofkreuz                                         | Aug.-Kümpers-Straße 55 Karte                          |              |         | 01.03.1989       | 26              |
| BW                                               | Wegekreuz                                        | Vollenbrok 17 Karte                                   |              |         | 01.03.1989       | 27              |
| BW                                               | Heiligenhäuschen                                 | Rothenberge 7 Karte                                   |              |         | 01.03.1989       | 28              |
| BW                                               | Hofkreuz                                         | Bilk 45 Karte                                         |              |         | 01.03.1989       | 29              |
| BW                                               | Max-Clemens-Kanal                                | Maxhafen Karte                                        |              |         | 04.11.1997       | 30              |
|                                                  | Grenzstein Nr. 78                                | Alter Burgsteinfurter Damm                            |              |         | 20.06.2001       | 31              |